# 박재경 (골프 선수)
박재경(1984년 2월 15일~)은 대한민국의 골프 선수이다.